# Зуева, Ксения Ивановна
Ксе́ния Ива́новна Зу́ева (род. 10 июня 1990, Москва, СССР) — российская киноактриса, кинорежиссёр, сценарист, продюсер, художник и модель.

## Биография
Ксения Зуева родилась 10 июня 1990 года в Москве в семье учительницы английского языка и инженера. Училась в детской художественной школе имени Серова, а также в детской музыкальной школе «Восход». Училась в школе-студии МХАТ (курс Романа Козака и Дмитрия Брусникина). В 2012 году окончила Театральный институт им. Бориса Щукина (курс Валентины Николаенко)
Работала в театре «Ленком» и в «Другом Театре».
В 2012 году написала первый драфт сценария своего будущего полнометражного фильма «Близкие». В 2013 году поступила на Высшие курсы сценаристов и режиссёров (мастерская Владимира Хотиненко, Павла Финна, Владимира Фенченко), где в процессе обучения сняла множество короткометражных работ и по одной из них, «Геля», на отлично защитила диплом. Во время учёбы продолжала работу над сценарием «Близких».
В 2013 году снялась в главной роли в картине Максима Шавкина «14 шагов». На XXXVI ММКФ фильм стал победителем в номинации «Лучший короткометражный фильм», а годом позже участвовал в Каннском кинофестивале в программе «Cinefondation»
.
Ксения Зуева является автором сценария и режиссёром клипа на песню Петра Налича «Крылья» для Театра неслышащих актёров «Недослов».
В 2015 году журнал «Искусство кино» опубликовал сценарий фильма Зуевой «Геля».
В 2016 году начались съёмки первого полнометражного фильма «Близкие», продюсерами картины стали Катерина Михайлова, Игорь Фокин и Владислав Пастернак. Премьера «Близких» состоялась 11 июня 2017 на 28-м Кинотавре. Дебютная режиссерская картина Ксении «Близкие» участвовала в основной конкурсной программе Кинотавра, а также получила премию «Аванс» от The Hollywood Reporter Russia на ММКФ, приз Нормандии за Лучший дебют на Фестивале российского кино в Онфлёре в 2019 году и многие другие награды.
В 2018 сняла короткометражный фильм «Мерцание». Оператором-постановщиком фильма выступил лауреат престижной премии в области операторского искусства IMAGO Даниил Фомичёв («Как Витька Чеснок вёз Лёху Штыря в дом инвалидов»). Картина стала участником программы Московского кинофестиваля «Будем жить», а также Russian Film Week в Великобритании.
На «Кинотавре» 2020 года Зуева представила вторую полнометражную режиссёрскую работу «Вмешательство», главную роль в которой исполнила Анна Чиповская. В основном конкурсе также участвовали две картины, в которых Ксения представит свои актёрские работы: «Конференция» Ивана Твердовского, вошедшая в программу Венецианского кинофестиваля — в конкурс авторского кино «Venice Days» и комедия «Хандра» режиссёра Алексея Камынина.

## Фильмография
- «Видео Бенни»
- «Пианистка»
- «Аталанта»
- «Белая лента»
- «Жизнь Адель»
- «Том на ферме»
- «Импорт-экспорт»
- «Грозовой перевал»
- «Аквариум»
- «Розетта»
- «Дылда»

### Актёрские работы
| Год  |     | Название                    | Роль                     |
| ---- | --- | --------------------------- | ------------------------ |
| 2014 | кор | «14 шагов»                  | Анна                     |
| 2016 | кор | «Стробоскоп»                | Имя персонажа не указано |
| 2016 | ф   | «В ожидании Шарлотты Корде» | Ника                     |
| 2019 | ф   | «Хандра»                    | Ленка                    |
| 2020 | ф   | «Конференция»               | Галя                     |

### Режиссёрские работы
| Год  |     | Название                       | Вид деятельности                                    |
| ---- | --- | ------------------------------ | --------------------------------------------------- |
| 2015 | кор | «Геля»                         | режиссёр, сценарист, продюсер                       |
| 2020 | кор | «Ребёнок»                      | режиссёр, сценарист, продюсер, художник-постановщик |
| 2017 | ф   | «Близкие»                      | режиссёр, сценарист, художник                       |
| 2018 | кор | «Мерцание»                     | режиссёр, сценарист                                 |
| 2020 | ф   | «Вмешательство»                | режиссёр, сценарист                                 |
| 2021 | с   | «Сказки Пушкина. Для взрослых» | режиссёр                                            |

## Личная жизнь
Была замужем за актёром Эдуардом Чекмазовым. В разводе с 2017 года. Есть сын Павел (родился в 2014 году).